# Argyrodes fissifrons terressae
Argyrodes fissifrons là một phân loài nhện trong họ Theridiidae.
Loài này thuộc chi Argyrodes. Argyrodes fissifrons terressae được Tord Tamerlan Teodor Thorell miêu tả năm 1891.